# 아이 킬 자이언츠
《아이 킬 자이언츠》(I Kill Giants)는 벨기에, 중국, 영국, 미국에서 제작된 안데르스 월터 감독의 2017년 드라마, 판타지, 스릴러 영화이다. 조 샐다나 등이 주연으로 출연하였고 조 켈리 등이 제작에 참여하였다.

## 출연

### 주연
- 조 샐다나
- 매디슨 울프
- 이모겐 푸츠

### 조연
- 시드니 웨이드
- 제니퍼 엘
- 아트 파킨슨
- 노엘 클라크

## 기타
- 원작자: J.M. 켄 니무라
- 공동제작: 피터 비반
- 공동제작: 수잔 멀렌
- 사운드슈퍼바이저: 프랑수아 뒤몽
- 미술: 수지 컬렌
- 특수효과: 에릭 드 울프
- 의상: 샬롯 빌럼스
- 배역: 루이즈 키엘리
- 배역: 바바라 제이. 맥카시

## 제작
주요 영화 촬영은 2016년 9월 27일 시작되었다.